# تیلت
تیلت (به انگلیسی: Tilt.com) که قبلاً با نام کراودتیلت (Crowdtilt) شناخته می‌شد، یک شرکت سرمایه‌گذاری جمعی بود که در سال ۲۰۱۲ تأسیس شد. این پلتفرم به گروه‌ها و جوامع مختلف امکان می‌داد تا به‌صورت آنلاین برای اهداف و پروژه‌های خود پول جمع‌آوری کنند. جیمز بشارت و خالد حسین، بنیان‌گذاران این پلتفرم، آن را با نام کراودتیلت به‌صورت شرکت تابعه‌ای از وای کامبینیتر راه‌اندازی کردند.
این شرکت مجوز قانونی برای تأمین مالی سازمان‌های غیرانتفاعی را داشت. ابتدا دفتر مرکزی این شرکت در تگزاس بود و سپس به سانفرانسیسکو، کالیفرنیا منتقل شد.
در سال ۲۰۱۷، ایربی‌ان‌بی شرکت تیلت را به‌منظور جذب تیم متخصص آن خریداری و پلتفرم تیلت را تعطیل کرد.

## تاریخچه

### پیشینه
جیمز بشارت، مدیرعامل و یکی از بنیان‌گذاران تیلت، در سال ۲۰۰۸ از دانشگاه ویک فارست فارغ‌التحصیل شده است. او ایده پلتفرم جمع‌آوری کمک‌های مالی گروهی را زمانی که به‌عنوان مسئول جمع‌آوری وام‌های خرد در آفریقای جنوبی کار می‌کرد، توسعه داد. بشارت با استفاده از مفهوم اعتبار اجتماعی، دِوِلو (Dvelo.org) را راه‌اندازی کرد که هدف آن ارائه وام‌های تأمین مالی جمعی به سازمان‌های بیمه کوچک بود.
با روی آوردن کاربران دِوِلو به این سرویس برای تأمین مالی فعالیت‌های غیر خیریه، بشارت مدل کسب‌وکار شرکت را به سمت جمع‌آوری کمک مالی برای مهمانی‌ها، هدیه‌ها، رویدادها یا هر هدف دیگری که کاربر در نظر داشت، تغییر داد.
بشارت در سال ۲۰۱۱ خالد حسین را به‌عنوان هم‌بنیان‌گذار به تیلت اضافه کرد. بشارت و حسین نام دِوِلو را به کراودتیلت تغییر دادند و برای شرکت در دوره زمستان ۲۰۱۲ وای کامبینیتر پذیرفته شدند.

### رشد تیلت

#### جذب سرمایه
در ماه مه ۲۰۱۲، شرکت تیلت موفق به جذب ۲٫۱ میلیون دلار در اولین دور جذب سرمایه خود شد. سرمایه‌گذاران این دور شامل SV Angel، کرانچ‌فاند و آلکسیس اوهانیان از ردیت بودند.
در نوامبر ۲۰۱۲، تیلت توانست تمام قوانین و مقررات فدرال مربوط به جمع‌آوری کمک‌های مالی برای سازمان‌های غیرانتفاعی را رعایت کند. به لطف رعایت این قوانین، کراودتیلت به‌طور کامل از جمع‌آوری کمک‌های مالی برای امور خیریه پشتیبانی می‌کند و کاربران این پلتفرم که برای سازمان‌های غیرانتفاعی کمک مالی جمع‌آوری می‌کنند، می‌توانند رسیدهایی برای این کمک‌ها دریافت کنند که قابل کسر از مالیات هستند.
در دسامبر ۲۰۱۲، تیلت یک ای‌پی‌آی برای جمع‌آوری کمک‌های مالی منتشر کرد که به استارت‌آپ‌ها و توسعه‌دهندگان شخص ثالث امکان می‌دهد تا قابلیت‌های تیلت را در برنامه‌های خود ادغام کنند.
در آوریل ۲۰۱۳، تیلت موفق به جذب ۱۲ میلیون دلار سرمایه در دور تأمین مالی سری A شد. این تأمین مالی توسط شرکت سرمایه‌گذاری خطرپذیر اندریسن هوروویتز رهبری شد. با این دور تأمین مالی، مجموع سرمایه جذب‌شده توسط تیلت به حدود ۱۴ میلیون دلار رسید.
در ۱۶ دسامبر ۲۰۱۳، تیلت ۲۳ میلیون دلار در دور تأمین مالی سری B جذب کرد تا به رشد تیم خود و گسترش بین‌المللی شرکت کمک کند.

#### تغییر نام تجاری و حذف کارمزد
در ۳۱ ژوئیه ۲۰۱۴، کراودتیلت نام تجاری خود را به تیلت تغییر داد.
در ۲۸ اوت ۲۰۱۴، تیلت اعلام کرد که کارمزد گروه‌هایی که به دنبال جمع‌آوری پول هستند را حذف می‌کند. اکنون سازمان‌دهندگان می‌توانند بدون پرداخت هیچ هزینه‌ای از طریق گروه‌های خود پول جمع‌آوری کنند. همچنین تمام مشارکت‌کنندگان می‌توانند بدون پرداخت هیچ هزینه‌ای با استفاده از کارت‌های بانکی خود پول واریز کنند. البته هنوز برای پرداخت با کارت‌های اعتباری، کارمزد پردازش استاندارد ۳٪ اعمال می‌شود. پیش‌ازاین، تیلت ۲٫۵ درصد کارمزد از کل مبلغ جمع‌آوری‌شده توسط گروه‌ها دریافت می‌کرد.
در اوت ۲۰۱۴، تیلت همکاری با بخش فوتبال فانتزی ای‌اس‌پی‌ان را آغاز کرد تا روشی امن، مطمئن و ساده برای مدیران لیگ‌های فوتبال فانتزی ای‌اس‌پی‌ان جهت جمع‌آوری حق عضویت لیگ فراهم کند.

### خرید تیلت توسط ایربی‌ان‌بی
در سال ۲۰۱۷، شرکت ایربی‌ان‌بی شرکت تیلت را به مبلغ ۱۲ میلیون دلار خریداری کرد. هدف اصلی این خرید، جذب کارمندان بااستعداد تیلت بود، چرا که خود کسب‌وکار تیلت سودآوری نداشت. درنهایت، ایربی‌ان‌بی پلتفرم تیلت را در ژوئن ۲۰۱۷ تعطیل کرد.

## خدمات

### پلتفرم تیلت (Tilt.com)
محصول اصلی تیلت یک پلتفرم جمع‌آوریِ سرمایه گروهی بود که به کاربران اجازه می‌داد تا برای راه‌اندازیِ کمپین‌های دلخواه خود، هم کمک مالی جمع‌آوری کنند و هم به کمپین‌های دیگران کمک مالی برسانند. هر کمپین دارای یک «نقطه تیلت» (Tilt Point) بود که حداقل مبلغ موردنیاز برای موفقیت‌آمیز بودنِ کمپین را تعیین می‌کرد. کاربران می‌توانستند به هر میزان که می‌خواهند کمک مالی کنند، اما سرمایه جمع‌آوری شده تنها در صورتی آزاد می‌شد که به «نقطه تیلت» رسیده باشد.
ایجاد کمپین و جمع‌آوریِ سرمایه برای سازمان‌دهندگان رایگان بود و از هیچ‌کدام از مشارکت‌کنندگان که از کارت‌های بانکی استفاده می‌کردند نیز کارمزدی دریافت نمی‌شد. (البته همچنان کارمزدِ استاندارد ۳ درصدی برای تراکنش‌های با کارت اعتباری اعمال می‌شد)

### رابط برنامه‌نویسی کاربردی (API)
در دسامبر ۲۰۱۲، شرکت تیلت یک رابط برنامه‌نویسی کاربردی (API) منتشر کرد که به دیگر شرکت‌ها امکان می‌دهد تا قابلیت پرداخت گروهی تیلت را در برنامه‌های خود ادغام کنند. این ای‌پی‌آی همچنین از پرداخت‌ها به‌صورت هر ارزی پشتیبانی می‌کند، بنابراین می‌تواند توسط شرکت‌ها در سراسر جهان مورداستفاده قرار گیرد.

### کارزارها
بر اساس مقاله‌ای که در سال ۲۰۱۲ در وب‌سایت ونچربیت منتشر شد، ۸۶ درصد از کارزارهای کراودتیلت موفق بوده و به‌طور میانگین، تقریباً دو برابرِ مبلغی که برای رسیدن به نقطه تیلت نیاز داشتند، جمع‌آوری کرده‌اند. کمپین‌هایی که به ۳۴ درصد از هدف خود برسند، ۹۹ درصد شانس دارند تا به کل مبلغ هدف برسند و ۳۸ درصد از فعالیت‌ها در چند ساعت پایانیِ کارزار رخ می‌دهد.
در ادامه به چند مورد از کارزارهای برجسته‌ای اشاره شده که با موفقیت در تیلت تأمین مالی شدند:
در ماه مه ۲۰۱۳، شرکت سویلنت، تولیدکنندهٔ جایگزین غذا که ادعا می‌کند تمام نیازهای تغذیه‌ای روزانهٔ بدن انسان را تأمین می‌کند، از تیلت برای جمع‌آوری سرمایه موردنیاز جهت راه‌اندازی خط تولید نوشیدنی تغذیه‌ای خود استفاده کرد. این شرکت توانست بیش از ۲٬۱۰۰٬۰۰۰ دلار از طریق بیش از ۲۰٬۰۰۰ حامی جمع‌آوری کند.
در ماه مه ۲۰۱۳، چندین کمپین برای کمک به قربانیان طوفان سندی ایجاد شد. کراودتیلت برای تمام کمک‌های مالی به پروژه‌های مرتبط با طوفان، کارمزد خدمات خود را لغو کرد و گزارش داد که حدود ۱۸۰٬۰۰۰ دلار کمک مالی برای این پروژه‌ها جمع‌آوری شده است.
در آوریل ۲۰۱۳، یک کارزار تیلت با موفقیت بیش از ۵۰٬۰۰۰ دلار برای جایگزینی قایقی به نام «اسلیپ اِوِی ۲» که در جریان دستگیری جوهر سارنایف، مظنون انفجارهای ماراتن بوستون آسیب‌دیده بود، جمع‌آوری کرد. صاحب قایق، دیوید هِنِبری، اعلام کرد که به این پول علاقه‌ای ندارد و ترجیح می‌دهد به صندوقی برای قربانیان بمب‌گذاری ماراتن بوستون اهدا شود. بااین‌حال، در اکتبر ۲۰۱۳ او ۵۰٬۰۰۰ دلار را برای خرید یک قایق دست‌دوم که نام آن را به‌افتخار همسرش «بث بله را گفت» گذاشت، پذیرفت و مازاد آن را به سازمان خیریهٔ «وان فاند بوستون» داد.
در اوایل سال ۲۰۱۴، تیم ملی سورتمه‌سُری جامائیکا با وجود کسب سهمیه برای بازی‌های المپیک زمستانی ۲۰۱۴ سوچی، با کمبود بودجه برای حضور در این بازی‌ها مواجه شد. در پی این مشکل، یک کارزار آنلاین برای جمع‌آوری ۸۰ هزار دلار از طریق پلتفرم تیلت راه‌اندازی شد. این کمپین در تاریخ ۲۲ ژانویه ۲۰۱۴ با استقبالی فراتر از انتظار روبرو شد و مبلغ ۱۲۹ هزار و ۶۸۷ دلار کمک مالی جمع‌آوری کرد.
در ژانویه ۲۰۱۴، به مناسبت بیستمین سالگرد انتشار آهنگ مشهور «روز خوبی بود» از آیس کیوب، کارزاری برای حک کردن نام او روی کشتی هوایی گودیر راه انداخته شد. طراحان این کمپین، از طریق پلتفرم تیلت اقدام به جمع‌آوری کمک‌های مالی برای یک مؤسسه خیریه مستقر در کامپتن، شهر زادگاه آیس کیوب کردند. این کارزار موفق به جمع‌آوری بیش از ۲۵ هزار دلار برای مؤسسهٔ «جایی به نام خانه» شد تا به جوانان در معرض خطر کمک کند. درنهایت، شرکت گودیر در یک رویداد ویژه برای آیس کیوب، کودکان و اعضای جامعه، کشتی هوایی خود را با نام آیس کیوب به پرواز درآورد.
در فوریه ۲۰۱۴، جرد گاینس کارزاری در پلتفرم تیلت راه‌اندازی کرد تا با جمع‌آوری کمک‌های مالی، یک مهمانی ۷۰۰ نفره با تم لاک‌پشت‌های نینجا و با حضور خواننده مشهور، وانیلا آیس، برگزار کند. بیش از ۲۵۰ نفر با اهدای مبلغ ۳۵ هزار دلار، این کارزار را برای برگزاری مهمانی در سالن تالار موسیقی ساوت ساید در شهر دالاس حمایت مالی کردند. درنهایت، این کارزار موفق به جمع‌آوری بیش از ۷۲ هزار دلار شد. جرد گاینس پس‌ازآن، با استفاده از پلتفرم تیلت، اقدام به برگزاری مهمانی‌های دیگری با تم‌های مختلف، ازجمله ماریو کارت، کرده است.
در مارس ۲۰۱۴، یک عروسک مد به نام لامیلی که به‌جای تناسبات غیرواقعی و اغراق‌آمیزِ رایج در عروسک‌های مد، دارای تناسبات واقع‌گرایانه و شبیه به زنان واقعی بود، در یک کارزار مردمی که در پلتفرم تیلت برگزار شد، بیش از ۵۰۰ هزار دلار کمک مالی از طرف بیش از ۱۳ هزار نفر حامی جمع‌آوری کرد.